# Ireen Wüst
Ireen Wüst, née le 1er avril 1986 à Goirle, est une patineuse de vitesse néerlandaise.
Elle est l'athlète la plus médaillée des Jeux olympiques de Sotchi de 2014, hommes et femmes confondus, avec cinq médailles (deux en or et trois en argent). Après les Jeux olympiques de Peyongchang de 2022, elle totalise treize médailles olympiques, ce qui fait d'elle la patineuse de vitesse la plus décorée de l'histoire des Jeux, hommes et femmes confondus.
Lors des Jeux olympiques de Pékin de 2022, elle remporte le 1 500 mètres le 7 février 2022, pour devenir la première athlète cinq fois médaillée dans la même épreuve individuelle en cinq participations à l'événement olympique hivernal. Avec ses treize médailles olympiques, dont 6 médailles d'or, elle se place au troisième rang des sportifs les plus médaillés aux Jeux d'hiver, avec autant de podiums qu'Ole Einar Bjørndalen. 

## Carrière
Aux Jeux olympiques de Turin de 2006, elle est devenue la plus jeune championne olympique des Pays-Bas aux Jeux d'hiver de l'histoireavec la médaille d'or pour les 3 000 m et de bronze aux 1 500 m avec une 4ème position aux 1 000m. À la suite de ses performances, elle est élue sportive de l'année aux Pays-Bas. 
Aux Jeux olympiques de Vancouver de 2010, elle est médaille d'or sur le 1 500 mètres.
En 2013, elle est récompensée par le prix Oscar Mathisen.
Aux Jeux olympiques de Sotchi de 2014, elle est médaille d'or sur le 3 000 m et médaille d'argent sur le 1 000 m, 1 500 mètres et le 5 000 m. Elle est aussi médaille d'or en poursuite par équipes avec ses coéquipières Lotte van Beek, Marrit Leenstra et Jorien ter Mors.
Aux Jeux olympiques de Pyeongchang de 2018, elle est médaille d'or sur le 1 500 mètres et médaille d'argent sur le 3 000 m et la poursuite en équipes avec Marrit Leenstra et Antoinette de Jong.
Ireen Wüst est depuis 2018 la plus médaillée des patineurs et patineuses de vitesse aux Jeux d'hiver avec 5 médailles d'or, 5 médailles d'argent et 1 de bronze. Elle a remporté 71 médailles internationales depuis 2006 dont douze olympiques.
Aux Jeux olympiques de Pékin de 2022, le 7 février 2022, elle écrit une nouvelle page d'histoire : à ses cinquièmes Jeux, elle remporte le 1 500 m pour la troisième fois depuis son premier titre sur la distance à Vancouver en 2010, mais surtout, elle aura été médaillée d'or dans une course individuelle les cinq fois, ce qui constitue un nouveau record. Elle compte désormais treize médaille dont six titre aux Jeux d'hiver.

## Palmarès

### Jeux olympiques d'hiver
| Épreuve / Édition   | 500 mètres | 1 000 mètres                       | 1 500 mètres                        | 3 000 mètres                       | 5 000 mètres                       | Mass start | Poursuite par équipes               |
| JO 2006 Turin       | —          | 4e                                 | Médaille de bronze, Jeux olympiques | Médaille d'or, Jeux olympiques     | —                                  | —          | 6e                                  |
| JO 2010 Vancouver   | —          | 8e                                 | Médaille d'or, Jeux olympiques      | 7e                                 | —                                  | —          | 6e                                  |
| JO 2014 Sotchi      | —          | Médaille d'argent, Jeux olympiques | Médaille d'argent, Jeux olympiques  | Médaille d'or, Jeux olympiques     | Médaille d'argent, Jeux olympiques | —          | Médaille d'or, Jeux olympiques      |
| JO 2018 Pyeongchang | —          | 9e                                 | Médaille d'or, Jeux olympiques      | Médaille d'argent, Jeux olympiques | —                                  | —          | Médaille d'argent, Jeux olympiques  |
| JO 2022 Pékin       | —          | 6e                                 | Médaille d'or, Jeux olympiques      | —                                  | —                                  | —          | Médaille de bronze, Jeux olympiques |

Légende :
- : première place, médaille d'or
- : deuxième place, médaille d'argent
- : troisième place, médaille de bronze
- : pas d'épreuve
- — : Non disputée par le patineur
- DSQ : disqualifiée

### Championnats du monde toutes épreuves
- Médaille d'or toutes épreuves en 2007 à Heerenveen ;
- Médaille d'or toutes épreuves en 2011 à Calgary ;
- Médaille d'or toutes épreuves en 2012 à Moscou ;
- Médaille d'or toutes épreuves en 2013 à Hamar ;
- Médaille d'or toutes épreuves en 2014 à Heerenveen ;
- Médaille d'argent toutes épreuves en 2008 à Berlin ;
- Médaille d'argent toutes épreuves en 2015 à Calgary ;
- Médaille de bronze toutes épreuves en 2009 à Hamar ;
- Médaille de bronze toutes épreuves en 2010 à Heerenveen.

### Championnats du monde simple distance
- Médaille d'or du 1000 m en 2007 à Salt Lake City ;
- Médaille d'or du 1500 m en 2007 à Salt Lake City ;
- Médaille d'or du 1500 m en 2011 à Inzell ;
- Médaille d'or du 1500 m en 2013 à Sotchi ;
- Médaille d'or du 3000 m en 2011 à Inzell ;
- Médaille d'or du 3000 m en 2013 à Sotchi ;
- Médaille d'or de la poursuite par équipes en 2008 à Nagano ;
- Médaille d'or de la poursuite par équipes en 2012 à Heerenveen ;
- Médaille d'argent du 1000 m en 2011 à Inzell ;
- Médaille d'argent du 1000 m en 2013 à Sotchi ;
- Médaille d'argent du 1500 m 2009 à Vancouver ;
- Médaille d'argent du 1500 m en 2012 à Heerenveen ;
- Médaille d'argent du 5000 m en 2013 à Sotchi ;
- Médaille d'argent de la poursuite par équipes en 2007 à Salt Lake City ;
- Médaille d'argent de la poursuite par équipes en 2009 à Vancouver ;
- Médaille d'argent de la poursuite par équipes en 2011 à Inzell ;
- Médaille de bronze du 3000 m en 2012 à Heerenveen.

### Championnats d'Europe toutes épreuves
- Médaille d'or toutes épreuves en 2008 à Kolomna ;
- Médaille d'or toutes épreuves en 2013 à Heerenveen ;
- Médaille d'or toutes épreuves en 2014 à Hamar ;
- Médaille d'argent toutes épreuves en 2007 à Collalbo ;
- Médaille d'argent toutes épreuves en 2010 à Hamar ;
- Médaille d'argent toutes épreuves en 2011 à Collalbo ;
- Médaille de bronze toutes épreuves en 2006 à Hamar ;
- Médaille de bronze toutes épreuves en 2012 à Budapest.

### Championnats d'Europe simple distance
- Médaille d'or du 1500 m en 2020 à Heerenveen ;

### Coupe du monde
- Gagnante de la Coupe du monde du 1500 m en 2006-2007 ;
- 18 victoires.